# Ali Salama
Ali Salama (arabe : على سلامة) (né le 18 septembre 1987 en Libye) est un joueur de football libyen qui évolue au poste de défenseur central. Il joue actuellement pour le club d'Al Nasr Benghazi, dans le championnat libyen.

## Biographie
Connu pour son jeu assez agressif, il est considéré comme l'un des meilleurs défenseurs libyens. Il a une très bonne vision du jeu, ses tacles sont millimétrés et il a un bon jeu de tête.
Il est le capitaine de la sélection libyenne victorieuse du Championnat d'Afrique des Nations 2014.